# Chen Li-an
Chen Li-an (chiń. upr. 陈履安; chiń. trad. 陳履安; pinyin Chén Lǚ’ān; ur. 22 czerwca 1937) – tajwański polityk.
Syn Chen Chenga, premiera (1950-1954, 1958-1963) i wiceprezydenta (1954-1963) Republiki Chińskiej. Ukończył studia matematyczne na New York University. Pełnił funkcję ministra gospodarki (1988-1990) i ministra obrony narodowej (1990-1993).
W 1993 roku został przewodniczącym Yuanu Kontrolnego. Na skutek konfliktu z prezydentem Lee Teng-huiem w 1995 roku zrezygnował z tego stanowiska i wystąpił z Kuomintangu. W pierwszych w historii Republiki Chińskiej bezpośrednich wyborach prezydenckich w 1996 roku wystartował jako kandydat niezależny, uzyskując 9,97% głosów. Po przegranych wyborach wycofał się z czynnego udziału w polityce. W trakcie wyborów prezydenckich w 2000 roku poparł Lien Chana. 
Chen jest praktykującym wyznawcą buddyzmu tybetańskiego, założył zajmującą się jego propagowaniem Fundację Hwa-yu (化育基金會). W trakcie swojej kampanii wyborczej w 1996 roku wielokrotnie odwoływał się do wartości buddyjskich. Zwolennik zjednoczenia obydwu państw chińskich. W latach 1996–1998 trzykrotnie odwiedził Chiny kontynentalne, spotykając się m.in. z przewodniczącym ChRL Jiang Zeminem.